# Istrske železnice
Istrske železnice povezujo istrski polotok v Sloveniji in na Hrvaškem. Glavne proge potekajo od Divače do Pulja ter od Prešnice do Kopra, stranska proga pa od Lupoglava do Raše na vzhodu Istre. V preteklosti je obratovala tudi proga od Kanfanarja do Rovinja ter znamenita ozkotirna proga Porečanka od Trsta skozi Koper, Izolo in Buje do Poreča. 

## Zgodovina
Pulj je leta 1853 postal glavno vojaško pristanišče Avstro-Ogrske monarhije. Zamisel o zgraditvi železnice od Dunaja do Pulja se je pojavila v vojaških krogih, obstajale pa so tudi želje in potrebe širše javnosti, zaradi lažjega transporta in napredka dokaj nerazvite regije..  Po dolgoletnem odlašanju so se leta 1873 začela gradbena dela bodoče železnice, dokončana in predana v promet pa je bila 20. septembra 1876. Dolga je 122,3 km od Divače v Sloveniji do Pulja na Hrvaškem in 21 km od Kanfanarja do Rovinja (ta krak je bil ukinjen leta 1966).
V času SFRJ so bile del Železniškega gospodarstva Ljubljana, s hrvaško osamosvojitvijo pa so ostale odrezane od preostalega hrvaškega železniškega omrežja in pod upravo Hrvaških železnic (obstaja sicer avtobusna povezava med Lupoglavom in Reko). Za povezavo z Opatijo oziroma Reko in obenem tudi s preostankom hrvaškega železniškega omrežja je predvidena gradnja predora skozi Učko. Na istrskih progah se uporablja dizelska vleka (proge niso elektrificirane).
Proga Lupoglav–Štalije (Raša)
Leta 1948 se je zaradi velikih potreb povojne Jugoslavije po raškem premogu iz istrskih premogovnikov začela gradnja železnice od Lupoglava do Štalij (Raše), da bi se iz tamkajšnjega obsežnega premogovnika pospešil in pocenil prevoz premoga, ki so ga dotlej z ladjami odpremljali do Reke in Šibenika ter ga tam pretovarjali na železnico.
Gradnja je potekala v obliki deloma prostovoljnega in deloma prisilnega dela, za nastanitev delavcev pa so bila ob progi postavljena tri barakarska naselja. Proga se je gradila hitro in s številnimi pomanjkljivostmi, zato je po dokončanju 30. decembra 1951 redni tovorni promet stekel šele pol leta pozneje, potniški pa leta 1959.
Od Lupoglava, železniškega križišča na severu Istre, kjer se združita glavna puljska proga z juga in raška z vzhoda, se proga izpod kraškega roba pod planoto Čičarijo s 396 metrov nadmorske višine spusti prav do Jadranskega morja, v pristanišče Štalije-Bršica. Teče skozi slikovito, zaščiteno apnenčasto sotesko Vela draga in se v stalnem padcu 10–20 promilov po zahodnih obronkih gorskega masiva Učke mimo starodavne naselbine Kožljak spušča proti polju Čepić, ga obide in se priključi reki Raši, ki jo skozi samotno dolino, v kateri dvajset kilometrov ni nobenega naselja, v blagem padcu 5–10 promilov spremlja do pristanišča Štalije-Bršica pri Trgetu v Raškem zalivu.
Ob postaji Kožljak približno na polovici proge je bilo postavljeno obračališče, posebno po tem, da ga je poganjala lastna moč iz črpalke parne lokomotive. Od tod do morja se je lokomotiva s praznimi vagoni spuščala proti morju vzvratno, da bi lahko nazaj grede, naložena s premogom, vozila s čelom naprej in z maksimalnim izkoristkom moči; na končni postaji v Raši namreč ni obračališča. Za vožnjo po severnem, strmejšem delu proge navkreber se je kompoziciji pridružila še ena, doprežna lokomotiva, a sta težek vlak tudi dve skupaj vlekli s hitrostjo do 20 kilometrov na uro. Proga je sicer zgrajena z najmanjšim polmerom 300 metrov, ki omogoča hitrosti do 60 kilometrov na uro.
Na progi so bile naslednje postaje: Lupoglav, Učka, Šušnjevica, Kožljak, Kršan, Vetva, Most Raša (ter dve tovorni postaji na območju pristanišča Štalije-Bršica pri Trgetu). Med postajama Učka in Šušnjevica je bilo predvideno še izogibališče Boljun, sprva kot postajališče, a potniški vlaki tam niso ustavljali.  
Zgrajena je bila prvenstveno za izkoriščanje visokokaloričnega premoga iz istrskih premogovnikov, ki se je uporabljal predvsem za obnovo v vojni porušene države, za delovanje tovarniških strojev, katerih je veliko tedaj še gnala para, in za pogon parnih lokomotiv Jugoslovanskih železnic širom po državi. Promet po železnici je že leta 1952 znašal 256.977 t, vrhunec pretovora izkopanega premoga pa je bil leta 1966, ko je znašal 600.080 t. Zaradi postopnega zapiranja raškega premogovnika in ukinjanja parne vleke lokomotiv v Jugoslaviji je promet na progi nato začel hitro upadati.
Po letu 1979 se je promet z povečal z odprtjem pristanišča Štalije-Bršica za les in živino, k rasti so prispevali tudi cementarna Koromačno, termoelektrarna Plomin in kamnolomi ob progi; zaradi povečanega obsega prometa je bila leta 1980 posodobljena postaja Lupoglav. Z osamosvojitvijo Hrvaške se je promet ponovno zmanjšal, železnica se je krajši čas uporabljala za pretovarjanje nevarnih tovorov iz pristanišča Štalije-Bršica. Rednega potniškega prometa ni bilo več, izjema so bili vlaki za šolske in agencijske izlete. Januarja 2009 je slabo vzdrževanje proge privedlo do poleženja nasipa na odprtem tiru nad vasjo Faldovija, zaradi česar je proga trenutno zaprta za promet in se uporablja samo od Lupoglava do kamnoloma pri postaji Učka.
Graditev raške proge je pomenila začetek povezovanja istrskih železnic s preostankom hrvaškega železniškega omrežja, saj so edina povezava z njim Slovenske železnice. Leta 1951 so bila dela, kmalu po začetku, zaradi pomanjkanja sredstev ustavljena. Hrvaški predsednik Franjo Tuđman je leta 1993 ponovno slovesno odprl gradbišče, vendar je bila gradnja kmalu po začetku spet opuščena.
Na progi v Veli dragi na vzhodnem pobočju Učke, ki je danes priljubljeno plezališče, so leta 2015 snemali film Winnetou.
Porečanka (Parenzana)
Znana je tudi zgodovinska ozkotirna železniška proga Porečanka (Parenzana), ki je skozi številne kraje severozahodne Istre povezovala Trst in Poreč (predvidena je bila navezava na normalnotirno progo Divača–Pulj v Kanfanarju, a se ni uresničila). Proga je obratovala v letih od 1902 do 1935.

## Fotografije
- Zemljevid istrskih prog
- Vlaka serije HŽ 7122 na puljski obali, v ozadju Arena
- Vozni park Istrskih železnic
- Lupoglav (vozlišče prog proti Puli in Raši)
- Dizelski motornik HŽ 7122
- SŽ serije 711 v Pulju (mednarodni vlak MV Istra, nekdaj Arena ekspres)
- HŽ 7122 na železniški postaji Borut
- Postaja Hum v Istri
- HŽ 7122 v Pulju